# Ottó bajor király
Ottó (München, 1848. április 27. – Fürstenried kastély, München mellett, 1916. október 11.), Bajorország királya 1886-tól 1913-ig. Őrülten került a trónra, helyette uralkodása alatt két régens kormányzott, a második lemondatta trónjáról és magát kiáltotta ki királlyá.

## Élete

### Útja a trónig, őrültsége
II. Miksa és Mária Friderika porosz királyi hercegnő ifjabbik fiaként született. Egy testvére, Lajos volt. Keresztapja Ottó a Wittelsbach-házból származó görög király volt. Apja mélyen hitt a spártai értékekben; ezért mindkét testvérnek hajnalban kellett kelnie, mértékkel kellett ennie és keményen kellett dolgoznia, mindemellett pedig hideg vízben kellett fürdenie. A fiúk olyan keveset kaptak enni, hogy alkalmanként a szolgáktól kellett kérniük. Amikor a két fiú beszámolt apjának arról, hogy hangokat hall, apjuk úgy gondolta erre a legmegfelelőbbb megoldás egy darab fekete kenyér és a jéghideg tó átúszása. Miksa szívesen verte fiait.
Ottó 1863-tól a bajor hadseregben szolgált, részt vett az 1870-1871-es porosz–francia háborúban. Amikor 1871. január 18-án I. Vilmos porosz királyt Versailles-ban kikiáltották német császárrá; az eseményen Ottó képviselte testvérét, Lajost, aki nem kívánt jelen lenni.
Ottón 1872-ben lett úrrá a mentális zavar és 1875-ben uralkodásra alkalmatlannak nyilvánították, emiatt 1880-tól szigorú őrizet alatt kellett tartani. A magas falakkal körbevett Fürstenried kastélyban őrizték. Nem volt tudatában, milyen nagy tisztséget tölt be.
Feltételezett őrültségének kialakulásához feltehetően köze volt édesanyjának, Máriának, akinek szintén voltak már problémai; feltehetően porphyriától szenvedett. Az asszony egyik furcsa elképzelése az volt, hogy minden verseskötetet újra kell nyomtatni és a szerelem szavakat ki kell cserélni a barátság szóra.
Bátyja, Lajos így nyilatkozott Ottóról:
Bizonyos tekintetben még Alexandra néninél is könnyebben felizgatható és ideges, az pedig nagy szó. Gyakran negyvennyolc órán át le sem hunyja a szemét. Csizmáját nyolc héten át nem vetette le, úgy viselkedik, mint egy őrült, borzasztó grimaszokat vág, ugat mint egy kutya, és olykor szörnyű illetlen dolgokat beszél.

### Uralkodása
Amikor szintén mentális zavarban szenvedő bátyja, Lajos 1886-ban meghalt, Ottót tették meg Bajorország királyának. Mivel betegsége lehetetlenné tette a felelősségteljes uralkodását, ezért nagybátyját, Luitpoldot nevezték ki mellé régenssé. Luitpold egészen haláláig, 1912-ig kormányzott helyette. 1912-ben a kormányzást Luitpold fia, Lajos vette át.

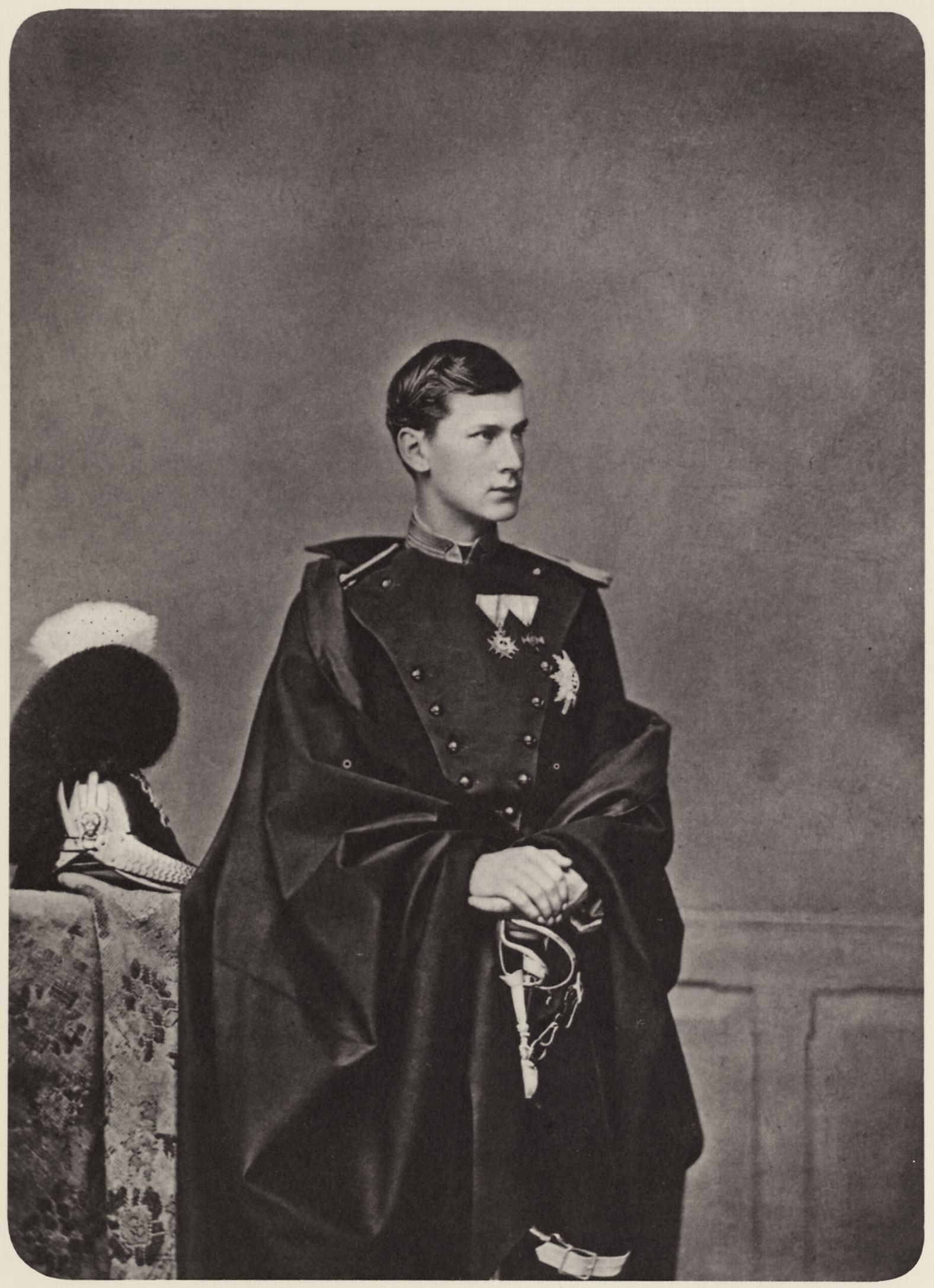
Ottó 1875 körül

Lajos rövid régensi működésének legfontosabb mozzanata az volt, hogy kiegészítette a Bajor Királyság alkotmányát egy záradékkal, amely kimondta, hogy ha a régensség 10 évnél tovább tart, és valószínűsíthető, hogy a király már soha többé nem lesz képes uralkodni, akkor a régens bejelentheti a régensség végét és átruházhatja a koronát, amit a törvényhozásnak jóvá kell hagynia. A javaslat a képviselőházban nagy támogatást kapott, ahol 122 támogató szavazattal, 27 ellenében elfogadták. A szenátusban csak 6 ellenző szavazat volt. 1913. november 5-én Lajos bejelentette a törvényhozásnak, hogy a régensség véget ért és Ottót lemondatta a trónról. III. Lajosként kezdte meg rövid uralkodását.
Ottónak engedélyezték, hogy haláláig megtartsa rangját és címét. Ottó 1916. október 11-én halt meg, holttestét a müncheni Szent Mihály-templomban (Michaelskirche) helyezték örök nyugalomra.